# The Best of The Power Station
| Recensione | Giudizio |
| ---------- | -------- |
| AllMusic   |          |

The Best of The Power Station è un album raccolta del supergruppo musicale The Power Station, pubblicato nel 2003.

## Tracce
1. Some Like It Hot – 5:06 (Robert Palmer, John Taylor)
2. Murderess – 4:19 (John Taylor)
3. Lonely Tonight – 4:00 (B.H. Edwards)
4. Harvest for the World – 3:39 (Ernie Isley, Marvin Isley, O'Kelly Isley, Ronald Isley, Rudolph Isley, Chris Jasper)
5. Get It On (Bang a Gong) – 5:31 (Marc Bolan)
6. Communication – 4:42
7. Taxman – 3:53 (George Harrison)
8. The Heat Is On – 3:20
9. Go to Zero – 4:59
10. Dancing in the Street – 3:18

## Formazione
- Robert Palmer - voce
- John Taylor - basso
- Tony Thompson - batteria
- Andy Taylor - chitarra